# فهرست نسخه‌های خطی کتابخانه سلطنتی
فهرست نسخه‌های خطی کتابخانهٔ سلطنتی کتابی از بدری آتابای است که در سال ۱۳۵۶ منتشر و برندهٔ جایزه کتاب سال سلطنتی شد.